# Marian Kozicki
Marian Kozicki (ur. 5 kwietnia 1941 w Brodach) – polski jeździec sportowy. Srebrny medalista olimpijski z Moskwy, mistrz (1972), 2-krotny I wicemistrz (1965, 1971) i 2-krotny II wicemistrz Polski (1962, 1970) w skokach przez przeszkody.

## Życiorys
Był synem Stanisława i Cecylii Batura, ukończył szkołę podstawową i po odbyciu zasadniczej służby wojskowej został żołnierzem zawodowym (st. chor.) oraz instruktorem jeździectwa. Jeździectwo uprawiał początkowo w Posadowie (1955), pod okiem J. Stróżyńskiego a następnie w Sierakowie i w barwach LZS Cwał Poznań (do 1961). W 1980 wystartował na letnich igrzyskach olimpijskich w Moskwie. Poza tytułami krajowymi był 51-krotnym uczestnikiem Pucharu Narodów odnosząc 6 zwycięstw, zajął 1. miejsce w Grand Prix podczas CSIO w Sopocie w 1988. W 1999 (podczas mistrzostw Polski) zakończył karierę sportową.
Odznaczony został m.in. złotym i srebrnym Medalem za Wybitne Osiągnięcia Sportowe.